# 二氧化碳移除

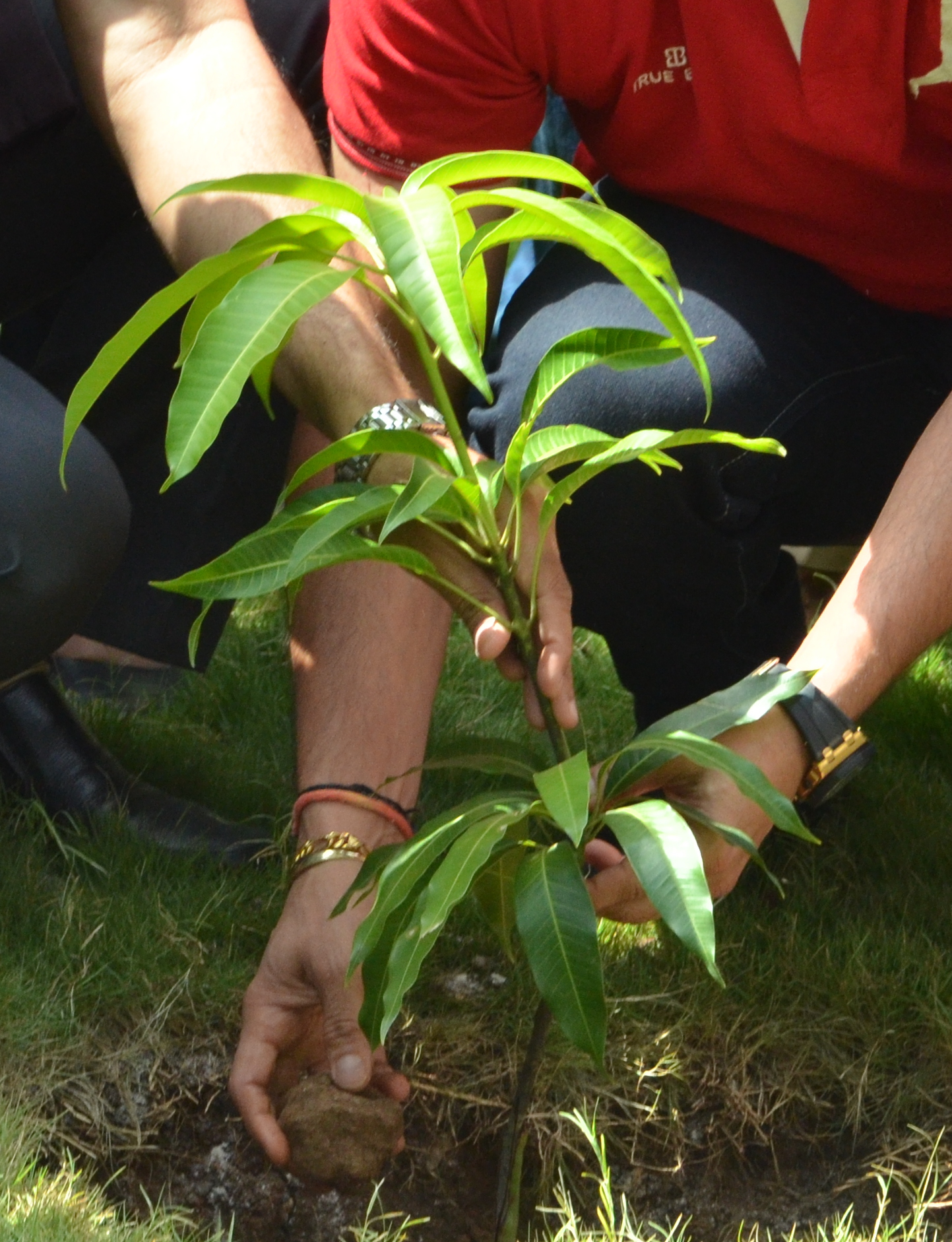
植樹是一種可從大氣中移除二氧化碳的利用自然的解決方案

二氧化碳移除（英語：Carbon dioxide removal，簡稱CDR），也稱為碳移除（carbon removal）、溫室氣體移除（greenhouse gas removal，簡稱GGR ），或是負排放（negative emissions），由透過刻意的人類行動將大氣中的二氧化碳氣體（CO2）長存下來，並儲存在地質結構內、陸地上 、海洋中，或是任何產品裡面的過程。:2221在溫室氣體淨零排放（參見碳中和）目標下，CDR措施持續納入氣候政策，作為氣候變化緩解戰略中的一個要素。實現淨零排放需要大幅削減排放，加上採用CDR。CDR可用來抵消某些技術上難以消除的排放（例如農業和工業排放）。（p. 114）
CDR的方法包括有：
- 植樹造林、
- 林地復育、
- 利用土壤封存碳的農業措施（農地存碳（英语：Carbon farming））、
- 濕地復育和開發藍碳（英语：blue carbon）、
- 生物能源與碳捕獲和儲存（BECCS）、
- 海洋施肥（英语：ocean fertilization）、
- 海洋鹼度增強[7]和直接空氣捕獲後封存。[8]:115

須對措施進行全面的生命週期評估後才能確定特定的過程是否能有實現負排放的效果。
截至2023年，估計CDR每年可為全球移除約2吉噸（Gt，十億噸）二氧化碳，相當於人類活動所產生溫室氣體排放中的4%。（p. 8）使用既有CDR，具有可安全及經濟的移除和封存二氧化碳，達到每年10吉噸的潛力。

## 定義
聯合國政府間氣候變化專門委員會（IPCC）將CDR定義為：
透過刻意的人類活動從大氣中把二氧化碳氣體移除，並長久儲存在地質結構內、陸地上 、海洋中，或是製造品裡面。透過人為增強的生物性或地球化學性碳匯，手段包括現有和潛在的，直接由大氣中捕集和封存。但並不包含自然發生（即非由人類活動直接引起）的二氧化碳吸收。:2221
與CDR同義的名詞包括溫室氣體移除(GGR)、負排放技術、和碳移除。 雖然目前已有從大氣中去除甲烷等非二氧化碳溫室氣體的技術，但目前可做大規模移除的僅有二氧化碳一項。因此在大多數的情況，所謂溫室氣體移除即指二氧化碳移除。
如果此類技術是在涵蓋全球的規模下使用，可能在科學文獻中會以地球工程（或稱氣候工程）來代表CDR或是SRM（太陽輻射管理）。:6–11但IPCC的報告中已不再使用地球工程或是氣候工程這類名稱。

### 分類
可根據不同的標準為CDR作分類：:114
- 根據在碳循環中的作用（陸基生物性、海洋生物性、地球化學性及化學性），或是
- 根據封存的時間尺度（幾十年到幾個世紀、幾個世紀到幾千年以及幾千年或是更久遠）

### 類似名詞包含的概念
CDR可能會與碳捕獲與封存（CCS）相互混淆，後者是指從點源（例如燃氣發電廠的煙囪以濃縮流形式排放二氧化碳）捕集二氧化碳的過程，之後二氧化碳經處理及壓縮，再封存，或是利用。當CCS用在封存燃氣發電廠的二氧化碳時，僅會減少點源造成的排放，但不會減少大氣中已存在的二氧化碳數量。

## 在緩解氣候變化中的作用
採用CDR可降低人類向大氣排放二氧化碳的速度。（p. 114）只有在全球排放量減少到淨零後，地表的氣溫才有機會穩定，這就需要積極努力減少排放，同時部署CDR。（p. 114）如果沒利用CDR，就難以達到淨排放量為零的程度，因為某些類型的排放在技術上很難移除：（p. 1261）例如農業排放的一氧化二氮、（p. 114）航空活動排放、（p. 3）和一些工業排放。（p. 114）在氣候變化緩解戰略中部署CDR，可用其移除這類排放。（p. 114）
當抵達淨零排放的程度後，即可使用CDR來降低大氣中二氧化碳的濃度，有把變暖趨勢扭轉的機會。預定在2100年將全球升溫程度控制在不超過第一次工業革命前平均氣溫的1.5°C或2°C，所有設定的減排途徑中均包含CDR措施。
在2018年，因考慮到大規模部署CDR的速度存有不確定性，而被視為實現全球升溫幅度不高於1.5°C目標的"主要風險"。在緩解氣候變化戰略上，若是減少依賴CDR，更加依賴使用永續能源，會具有較小的風險。在將來大規模部署CDR的做法被描述為一種道德危機，因為這樣做會導致人們在近期內減少採用永續能源以緩解氣候變化的作為。（p. 124）反之，一份由美國國家學院（NASEM）於2019年提出的報告，其結論為：
任何把淨零減排當作會推遲緩解工作的論點，都嚴重歪曲這種做法的當前功能和可能的研發進展。
當CDR被視為是種氣候工程的形式時，人們通常會認為它本質上就有風險。事實上CDR是針對氣候變化的根本原因進行處理，屬於減少淨排放戰略的一部分，也能處理與大氣二氧化碳水平升高相關的風險。

### 持久性
森林、海藻林和其他形式的植物在生長時會從空氣吸收二氧化碳，將其轉變為生物質。但這類生物儲存被認為是不穩定的碳匯，原因為無法保證封存能長期維繫。例如野火或疾病等自然事件，或是經濟壓力和多變的政治優先事項均可能導致受封存的碳再度釋放進入大氣。
從大氣中捕集的二氧化碳也可透過注入地下或以不溶性碳酸鹽的形式儲存在地殼中（參見碳捕集與封存）。這種做法可將捕集的二氧化碳長期封存，持續極長的時間（數千到數百萬年）。

## 當前和潛在的規模
截至2023年，估計CDR每年可移除約2吉噸的二氧化碳，幾乎完全透過林地復育和創造新森林等低技術方法來達成。移除的數量約當人類每年排溫室氣體的4%。（p. 8）NASEM於2019年發佈的共識研究報告，把排除海洋施肥之外的其他形式CDR的潛力予以評估，在不用花大錢，僅利用現有技術作安全部署，如果達到全球規模的程度，預計每年可移除多達10吉噸的二氧化碳。於2018年，所有防止升溫超過1.5°C的綜合評估模型都包含採用CDR措施。
一些評估模型建議利用大規模部署（把數億公頃農田轉變為種植生物燃料作物）來實現更高的CDR作用，此做法並不符合實際。在直接空氣捕集、二氧化碳地質封存和加速風化領域可能會有更精進的技術進展，讓CDR有更高的效率，導致在經濟上可行。

## 不同的CDR方法

### 根據CDR技術完備程度列表
以下是已有的CDR做法列表，按其技術完備等級 (TRL) 排序。排名在最前的有高的TRL，為8到9（9是最大值，表示已有驗證），底部的有較低的TRL，為1到2，表示尚未經驗證或僅經過實驗室的驗證。:115
1. 植樹造林/林地復育
2. 於農田和草地做土壤固碳
3. 沼澤和海岸濕地復育
4. 混農林業，改善森林管理
5. 生物炭除碳法（英语：Biochar carbon removal）（BCR），利用生物炭捕集大氣中的碳，儲存在土壤內或是耐久的建築材料內[24]
6. 直接空氣捕獲和儲存（DACCS）、生物能源與碳捕獲和儲存（BECCS）
7. 加強風化（增強海水鹼度）
8. 海岸濕地的"藍碳管理"（復育海岸植被生態系統，此為一種基於海洋的生物CDR方法，涵蓋紅樹林、鹽鹼灘和淺海海草生長區（英语：seagrass meadow））
9. 海洋施肥，增加淺層海水養分，促進浮游植物生長，加強光合作用，吸收二氧化碳

根據評估模型，最能在氣候變化緩解工作發揮作用的CDR方法是位於陸地上的生物CDR方法（主要是植樹造林/林地復育 (A/R)）和/或生物能源與碳捕獲和儲存 (BECCS) 。也包括一些直接空氣捕獲和儲存 (DACCS)。:114

### 植樹造林、林地復育與林業管理
樹木透過光合作用吸收二氧化碳並將碳儲存在木材和土壤中。植樹造林指的是在以前沒有森林的地區造林。（p. 1794）林地復育指的是在曾遭受森林砍伐的地區造林。（p. 1812）森林對於人類社會、動物，以及植物物種具有重要作用。除能讓空氣保持清淨外，還能調節氣候，並為眾多物種提供棲息地。
樹木生長時會從大氣中吸收二氧化碳，將其儲存在活的生物質、死亡的有機物，以及土壤之中。植樹造林和林地復育 - 有時就統稱為“造林” - 通過建立或重建後的眾多樹木來促進碳的移除。這樣的森林大約需要10年的時間才能達到最大固碳率。:{{{1}}}
根據不同樹木種類，會在大約20至100年後成熟，之後會把吸收的碳留存，但不再主動由大氣中移除。:{{{1}}}這種碳可永久儲存在森林中，但儲存的時間可能會短得多，因為樹木很容易被砍伐、焚燒或因疾病或乾旱而死亡。:{{{1}}} 一旦樹木成熟，就可當作林產品來收成，這些生物質在木製品中長期留存，或被當作生物能源，或是加工成生物炭。經伐木過後的森林再重新種植，持續擔負移除二氧化碳的工作。:{{{1}}}
為建立新森林，其中的風險包括有土地的可用性、與其他用途間的的競爭以及從種植到成熟需要相對較長的時間。:{{{1}}}

### 農業做法
所謂農地存碳是各種農法的總稱，目的是捕集大氣中的碳，然後將其封存到土壤以及作物根部、木材和樹葉中。增加土壤有機質的含量可幫助植物生長、增加土壤中總碳含量、提高土壤保水能力並減少施用肥料。農地存碳法通常有其成本，農民和土地所有者需找出方法從這類農法中獲利，因此需要政府制定政策及提供獎勵予以協助。

### 碳捕獲與儲存生物能源（BECCS）
本節摘自生物能源與碳捕獲和儲存。
生物能源與碳捕獲和儲存（BECCS）是從生物質中提取能源，並且把碳從大氣中捕集以及儲存的做法。BECCS可作為一種"負排放技術（二氧化碳移除技術）"（NET），生物質中的碳來自其生長時的碳固定作用 - 從大氣中提取的溫室氣體（二氧化碳來）完成。當以燃燒、發酵、熱裂解或其他轉化方法利用生物質時，就能取得如電、熱和生物燃料等有用的能量（"生物能源"）。
生物質中的一些碳會經燃燒而轉化為二氧化碳或生物炭，前者可透過地質封存，後者可透過農地存碳的方式來儲存，而達到二氧化碳移除的目的。
透過實施BECCS，其潛在負排放能力估計為每年在0至22吉噸之間。截至2019年，世界各地已有五個積極使用BECCS技術的設施存在，每年約捕集150萬噸二氧化碳。若要廣泛部署BECCS，會受到生物質成本和其可用性的限制。:10

### 生物炭除碳法（BCR）
生物炭是經由熱裂解生物質而產生，目前有將其作為一種碳封存工具的研究。生物炭是種用於農業目的的木炭，也有助於捕集或封存碳。生物質受熱裂解（低氧以及高溫）過程，之後剩下的固態物質是種類似於木炭但非常穩定的碳，生產生物炭的原料是生物質，屬於一種可持續性過程。 生物質是由活生物體產生的有機物質，最常見的來源是植物或是基於植物的材料。英國生物炭研究中心（UK Biochar Research Center ）進行的一項研究顯示在保守的估計，生物炭即具有每年儲存一吉噸碳的能力。經推廣和接受度加大，生物炭甚至可達到每年在土壤中儲存5-9吉噸的程度。但目前生物炭在陸地上儲存碳的能力會在系統達到平衡狀態時而減緩，同時也需要管理，以避免發生洩漏的風險。

### 直接空氣捕獲碳與封存 (DACCS)
本節摘自直接空氣捕獲。

國際能源署所提供全球具有直接空氣捕獲的能力數據。

直接空氣捕獲 (DAC) 是透過化學或物理過程直接從環境空氣中提取二氧化碳。如果提取的二氧化碳隨後被安全長期封存（稱為直接空氣碳捕集與封存（DACCS）），整個過程將達到移除二氧化碳的目的，成為一種"負排放技術"（NET）。截至2022年，DAC的做法尚未產生盈利，因為使用這種做法的成本是碳定價的數倍。

### 直接海洋移除

海洋截存二氧化碳流程圖。

有幾種方法可在海洋中做碳封存的工作 - 即將溶解的碳酸鹽（碳酸形式）與大氣中的二氧化碳中和而達成。方法包括海洋施肥，刻意將植物營養素引入海洋上層。雖然海洋施肥是研究較為充分的二氧化碳移除方法之一，但封存碳的時間尺度只能達到10-100年。雖然海洋上層的酸度會因施肥而降低，但下沉的有機物會再礦化，之後增加深海酸度。 一份於2021年發表有關CDR的報告顯示，人們認為該技術擁有低成本但高效，且可擴展的優點（中高置信度），會造成中等的環境風險。據估計海洋施肥每年能封存0.1至1吉噸二氧化碳，成本為每噸8至80美元。
所謂海洋鹼度增強談的是把橄欖石、石灰石、矽酸鹽或氫氧化鈣等礦物質磨碎後在海上散布，溶解於海水後形成碳酸鹽，再沉澱到海底。鹼度增強的移除潛力尚未被確定，估計的是每年可移除0.1至1吉噸二氧化碳，成本為每噸100美元至150美元。
所謂電滲析等電化學技術可利用電從海水中去除碳酸鹽。單獨使用這些技術估計每年能夠以每噸150至2,500美元的成本去除0.1至1吉噸二氧化碳，但同時與海水處理結合使用時（例如在海水淡化的同時去除鹽和碳酸鹽），可將成本降低許多。初步估計顯示此類移除碳成本中的大部分可通過銷售淡水（作為副產品）來支付。

## 問題

### 經濟問題
不同CDR做法的成本會有很大差異，具體取決於所採用技術的成熟度以及碳市場中自願移除和實物產出的經濟性。例如，熱裂解生物質產生的生物炭具有各種商業應用，包括土壤再生和污水處理。到2021年，DAC的成本為在250美元到600美元之間（捕集每噸二氧化碳），而生物炭的成本為100美元（捕集每噸二氧化碳），利用自然的解決方案（例如林地復育和植樹造林）的成本不到50美元。生物炭在除碳市場上的成本高於利用自然的解決方案，這一事實反映的是生物炭是種更耐用的碳匯，可封存碳達數百年甚至數千年，而利用自然的解決方案則是種較不穩定的儲存形式，其風險與森林火災、蟲害、經濟壓力和不斷變化的政治優先事項有關聯。 牛津大學發佈的淨零碳抵消原則指出，為與《巴黎協定》一致："......每個機構必須致力逐步增加其碳移除的百分比，以期在本世紀中葉達到完全碳移除。"這些做法以及除碳新工程標準（例如Puro標準（Puro Standard），參見碳抵銷與碳信用#Voluntary carbon markets and certification programs）的制定將有助於支持除碳市場的增長。
截至2021年，CDR尚未被納入歐盟碳抵銷配額，但歐盟執行委員會正準備碳清除認證，並考慮建立碳差價合約。CDR將來也可能被加入英國排放交易計劃中。截至2021年底，目前基於碳減排（而不是碳清除）的限額與交易計劃的碳定價仍低於100美元。
截至2023年初，融資還不足以為高科技CDR技術提供所需的資金。但可用資金最近大幅增加，而增長大部分來自私營部門的自願做法。例如由支付服務提供商Stripe領導的私營部門聯盟，其知名成員包括Meta Platforms、Google和 Shopify，此聯盟於2022年4月公佈一項近10億美元的基金，以獎勵能夠永久捕集和封存碳的公司。 Stripe的高級職員Nan Ransohoff表示基金"大約是2021年碳移除市場規模的30倍。但距離我們到2050年所需的市場規模仍差1,000 倍。"私營部門在融資所佔的主導地位引起人們的擔憂，因為從歷史上看，自願市場已被證明比政府政策帶來的市場要小"幾個數量級"。但從2023年開始，各國政府已加大對CDR的支持力度。其中包括瑞典、瑞士和美國。美國政府最近的活動包括2022年6月發佈的意向通知，為兩黨提案基礎設施投資和就業法中的35億美元CDR計劃提供資金，以及簽署2022年降低通脹法，其中包含目的在增強CDR市場的章節（45Q） - 碳截存稅務減免（Credit for Carbon Oxide Sequestration）。 

## 移除其他溫室氣體
目前已有一些研究人員提出去除大氣中甲烷的方法，但有其他人表示由於一氧化二氮在大氣中的壽命較長，因此該會是個更好的研究對象。

## 外部連結
- Factsheet about CDR by IPCC Sixth Assessment Report WG III （页面存档备份，存于）
- Deep Dives （页面存档备份，存于） by Carbon180. Info about carbon removal solutions.
- The Road to Ten Gigatons - Carbon Removal Scale Up Challenge （页面存档备份，存于） Game.
- Land - the planet's carbon sink （页面存档备份，存于）, United Nations.